# Simple Minds
Simple Minds es una banda británica de rock , formada en Glasgow en 1977. Considerada como una de las bandas más influyentes de los años 1980, conquistaron el mercado estadounidense y de todo el mundo, posicionándose en el primer puesto de las listas con canciones como «Don't You (Forget About Me)» –parte de la banda sonora de la película de El Club de los Cinco (1985)–, «Alive and Kicking», «Sanctify Yourself», «Hypnotised», «Promised You A Miracle», «Waterfront», «Let There Be Love» y «Belfast Child». Su último disco, Direction Of The Heart, salió a la venta en octubre de 2022.
Sin embargo, la carrera de la banda no comenzó de manera exitosa comercialmente a pesar de los estilos experimentales tan elogiados por los críticos que desarrollaron en sus primeras creaciones, las cuales se han transformado en la principal influencia para la música alternativa y electrónica actual. Posteriormente, junto con U2 populizarían el anthemic rock (rock de himnos o épico) lo que le valió un éxito en el mundo en la segunda mitad de la década de 1980, igualando en popularidad a U2.
A lo largo de su carrera, la banda ha vendido 60 millones de discos, fueron nominados dos veces a los Brit Awards, una vez a los American Music Awards, dos veces a los MTV Video Music Awards y ganaron el premio Q Music como mejor banda en vivo. Su álbum New Gold Dream de 1982 es considerado uno de los discos esenciales de la música contemporánea. Cinco de sus álbumes llegaron al primer puesto en las listas del Reino Unido y 21 sencillos alcanzaron el top veinte en aquel país. En agosto de 2014, NME incluyó a Simple Minds entre los 100 artistas más influyentes de la música y en octubre de ese año ganaron el premio Q Inspiration Award por su legado en la música. En mayo de 2015 fueron homenajeados en los premios Billboard por el trigésimo aniversario de «Don't You (Forget About Me)». En mayo de 2016 fueron reconocidos con el Premio Ivor Novello por su destacada colección discográfica. 
Sus miembros permanentes desde su formación en 1978 son Jim Kerr y Charlie Burchill, cantante y guitarrista de la banda respectivamente. Los otros miembros actuales de la banda son Ged Grimes (bajo), Sarah Brown (voz), Gordy Goudie (guitarra), Cherisse Osei (batería) y Catherine AD (voz, teclados, guitarra).

## Historia

### Comienzos
En 1977, Jim Kerr (voz), Charlie Burchill (guitarra, violín y saxofón) y Brian McGee (batería), tres amigos de la Holyrood, una local escuela católica de secundaria, junto a otros, pertenecían a Johnny and the Self-Abusers, uno de los primeros grupos punk que surgieron en Escocia. Poco tiempo después, este trío de amigos desintegraría esta agrupación para formar Simple Minds. El grupo sacó el nombre de la letra de una canción de David Bowie llamada "Jean Genie". El grupo utiliza un símbolo celta como logotipo. Consta de un corazón sostenido por una mano a cada lado y con una corona encima. El símbolo significa amor, amistad y lealtad.
Jim Kerr y Charlie Burchill, ahora los únicos miembros permanentes en la banda desde sus comienzos, se conocieron a los 8 años de edad, en una escuela de Glasgow (Escocia). El futuro les depararía convertirse en unas de las parejas musicales más sólidas de la historia del rock. Cantante principal y guitarrista en completa simbiosis sobre el escenario.
Tony Donald se integró en el bajo, y Brian McGee en la batería, así como Mick McNeil en los sintetizadores. Tony Donald fue remplazado ese mismo año por Derek Forbes.

### Primeros años
Sus primeros discos se caracterizan por cambios de música, desde el euro-disco hasta el pop. El primero, en 1979, Life in a Day característico del new wave que surgía del punk, cuya boga estaba acabando. Canciones como Chelsea Girl y Life In A Day fueron sacadas en sencillo en ese año y lograron puestos intermedios. Por ese tiempo el sonido de la banda comprendía punk, sicodélico e influencias como David Bowie en su etapa en Berlín y el Genesis de Peter Gabriel (cuya carrera solista también admiran, quedando demostrado años más tarde).
En ese mismo año, sin embargo, un disco más oscuro y maduro salió a la luz para favorecer a la crítica: Real to Real Cacophony, ya con claros indicios del "New Wave" con canciones como Premonition. Lamentablemente este disco fue desfavorecido con las ventas y las listas.
Le seguiría en 1980 Empires & Dance, con su música experimental, con grandes composiciones como I Travel. El grupo perfilaba el sonido que poco después les hacía ser populares en Norteamérica. Uno de los sonidos protagonistas, el del teclista Mick MacNeil, miembro de Simple Minds que también ha trabajado con Trevor Horn y Rod Stewart. Simple Minds en sus inicios fueron influenciados por el sonido del sintetizador de sus bandas alemanas favoritas. Esto hará que se les catalogue más como grupo europeo que británico. El afamado Peter Gabriel se fijó en ellos y fueron invitados para telonear su gira. La primera vez que el grupo visitó España fue en la gira de Gabriel de 1980 en el antiguo Pavellón del Joventut (Badalona, Barcelona).John Leckie, que trabajó con George Harrison o Pink Floyd, fue el productor de sus tres primeros trabajos.
Posteriormente, en 1981, ya con la discográfica Virgin Records y con otro productor llamado Steve Hillage, grabarían discos con un toque cercano al Rock Progresivo como Sons And Fascination, con Love Song como gran éxito, y Sister Feelings Call que incluía The American, cuya característica fue que salieron en formato de combo, y que posteriormente fueron separados para su venta individual. Love Song fue durante muchos años sintonía del famoso programa deportivo radiofónico de José María García. El 20 y 21 de diciembre de 1981, Simple Minds tocaría en el desaparecido "Rockola" de Madrid. A principios de 1982 salió a la venta un recopilatorio con el título de Celebration, que solo incluiría una canción nueva. En este disco se hacía un repaso a los primeros 3 álbumes de la banda. Sus discos iniciales reflejaban el gusto por la técnica electrónica. No eran álbumes fáciles, sino muy experimentales, llenos de ritmos duros y textos fríos pero expresados con apasionamiento.

### Éxito
Terminada la grabación del álbum Sister Feelings Call, Brian McGee se separa de la banda y se dirige a Endgames. Lo reemplaza Kenny Hyslop, con quien hacen la gira completa del disco.
Y después de esperar el éxito de una forma más palpable, el álbum New Gold Dream (81-82-83-84), también del año 1982, con Peter Walsh como productor, logró entrar en las listas comerciales estadounidenses con éxitos como "Promised You A Miracle", "Someone Somewhere In Summertime" y "Glittering Prize". Fue una derivación del New Wave al New Romantic. La música es más accesible pero sin perder fuerza ni originalidad. Para la grabación de ese disco, Mel Gaynor entra a la batería en reemplazo de Kenny Hyslop, quien se va a formar una banda disco escocesa llamada Set The Tone y de ahí se va a tocar para Midge Ure.
Parecía que el grupo pasaba por un buen momento, Steve Lillywhite, en 1984, producía el disco Sparkle in the Rain, con otro gran cambio de dirección musical, el cual tenía buena acogida en el público con varios números uno como "Waterfront" y "Up On The Catwalk". La temática tecno original da paso a canciones-himno arropadas por un sonido mucho más grandilocuente y en ocasiones emocionante. Al mismo tiempo Jim Kerr, contraía matrimonio con Chrissie Hynde, vocalista del grupo The Pretenders. Posteriormente, ambos grupos hacían presentaciones en común.
En el año 1985, le llegó el éxito a Simple Minds con la canción "Don't You (Forget About Me)", que antes fue ofrecida a Bryan Ferry para interpretarla pero fue rechazada por este. Accedió al gran público llegando al número 1 de Billboard en EE. UU. y teniendo un espectacular éxito en el Reino Unido, donde permaneció en los charts por 3 años(1985-1987), siendo el sencillo de mayor permanencia en la historia de la música británica. Se convirtió en banda sonora de la película "El Club de los Cinco" y en un himno para el grupo.
El 13 de julio de 1985, la banda participaba en el multitudinario concierto de Live Aid, ante 2000 millones de espectadores en más de 60 países. Ellos lo hicieron en Filadelfia, en el Estadio JFK. Tocaron "Don´t You Forget About Me" y otra canción aún desconocida llamada "Ghostdancing". Más tarde, en ese mismo año, apareció el disco Once Upon a Time, quizá su trabajo más comercial, que llegó al número 1 en el Reino Unido y entre los 10 más vendidos en Estados Unidos Producido por Jimmy Iovine y Bob Clearmountain. Cuatro éxitos mundiales como "Alive & Kicking", "Sanctify Yourself", "Ghostdancing" y "All The Things She Said" terminaron por consolidarles en lo más alto del panorama musical.
Live In The City Of Light fue un disco en directo, editado en 1987, en donde se plasmaba la extensa gira del grupo por aquel entonces, grabado durante la actuación de dos noches en París en 1986. El disco tuvo un gran éxito comercial pero no fue capaz de demostrar el gran directo de la banda. Tras la extenuante gira, el grupo decide tomarse un descanso. Después de 10 años sin pausa se necesitaba buscar un poco de calma. La banda estaba colocada entre las más grandes pero la presión llegó a ser terrible por lo que no tuvieron más remedio que parar antes de que el éxito les desbordara y sobrepasara. Durante estos años, Simple Minds fue un gran colaborador y promotor de Amnistía Internacional.
En el año 1989 sacaron el disco Streets Fighting Years, producido por Trevor Horn y Stephen Lipson. Era un álbum comprometido políticamente y los Simple Minds militaron en causas humanitarias como la liberación del líder sudafricano Nelson Mandela, a quien le dedicaron el himno "Mandela Day", además el álbum fue dedicado al cantautor chileno Víctor Jara. El álbum alcanzó el número 1 en las listas del Reino Unido, al igual que su primer sencillo "Belfast Child". Para componerla se utilizó como base una melodía tradicional celta. Eran momentos de graves incidentes en Irlanda y Jim Kerr escribió una nueva letra. En 1995 en un programa de televisión francés llamado Taratata, Simple Minds junto con el músico bretón Alan Stivell, tocó la versión original del tema, llamado "She Moves Through The Fair".
En 1991 el disco Real Life significará otro punto de inflexión en la carrera del grupo. Repite Stephen Lipson como productor y aunque contenía alguna canción excepcional, como See The Lights, había muchos síntomas de decadencia como fue la baja definitiva de Mick Macneil. Con esta ausencia se perdía una pieza fundamental en el proceso de crear canciones.
En 1992 se sacó a la venta un recopilatorio llamado Glittering Prize 81/92 que logró récords de ventas en varios países del mundo. El grupo termina por desintegrarse, pero en 1995, Simple Minds, regresará a la música gracias al vocalista Jim Kerr y al guitarrista Charlie Burchill que se juntarán de nuevo para recorrer un nuevo camino. Será con el disco Good News The Next World. Un disco pop arreglado y perfeccionista, producido por Keith Forsey y por el propio grupo, que tuvo buenas críticas y un aceptable número de ventas por Europa, con canciones como "She's A River" e "Hypnotised".
Mel Gaynor y Derek Forbes, antiguos batería y bajista respectivamente del grupo, se unirán 3 años más tarde a la banda para realizar en 1998 Neapolis. Se intentó una reinvención musical y se contó con Pete Walsh para producir el disco junto con el propio Charlie Burchill. Pete Walsh ya les produjo el New Gold Dream de 1982, aunque esta vez los planes no funcionaron tan bien como en el pasado. El primer sencillo del disco se llamó "Glitterball" y el vídeo promocional fue rodado en el Museo Guggenheim de Bilbao. Esta canción fue tocada en una aparición televisiva en el popular programa Crónicas Marcianas de España. El disco contaba también con "War Babies", merecedora de ser mencionada.
Casi al mismo tiempo se lanzó un disco llamado The Early Years 1977-78, que incluía una colección de demos de los inicios de la banda. En el año 2001, Simple Minds publica un disco de versiones, Neon Lights, en donde se da un homenaje a unas canciones, que han sido especiales para la banda, y a unos artistas como Kraftwerk, David Bowie, Velvet Underground, Van Morrison y Roxy Music, entre otros. The Best Of Simple Minds aparece en ese mismo año, siendo el recopilatorio más completo editado hasta la fecha ya que quedan representados la mayoría de los éxitos de todas las épocas del grupo.
En 2002 sale a la luz Cry, un disco con nuevas esperanzas y renacimientos creativos. Contenía canciones como "One Step Closer", "New Sunshine Morning" o la propia "Cry", que daba título al álbum. Producido por el propio Jim Kerr, Charlie Burchill, Gordon Goudie y Planet Funk, el álbum contenía una de las mejores composiciones de la banda el tema "Spaceface" . Se volvió a realizar una gira mundial.
En el año 2004, se publicó una caja, con ediciones limitadas, llamada Silver Box, que contenía 4 CD con versiones inéditas en directo, sesiones para la BBC, ensayos y maquetas. Además se incluía un quinto CD: Our Secrets Are The Same, producido por Burchill y por Kevin Hunter, que consistía en un disco de Simple Minds realizado a finales del año 1999 y nunca publicado hasta entonces por problemas con disputas legales. En el disco destaca la canción "Space".

### El Retorno al Estrellato.
En 2005, su disco Black & White 050505, producido por Jez Coad y por el propio grupo, ha dejado en claro que nunca es tarde para regresar a los senderos de la fama. Su primer sencillo "Home" fue premiado como mejor canción de Rock Alternativo por las radios estadoudinenses. En palabras de Jim Kerr, "necesitábamos un disco que demostrara, tanto a nosotros mismos como al resto de la gente, que el latido de Simple Minds está más presente que nunca". La gira recorrió toda Europa y llegó hasta Australia y Nueva Zelanda. En junio de 2006, Simple Minds fue uno de los grupos invitados para tocar en Berlín, por la inauguración del Mundial de Fútbol que se disputó en Alemania ese verano.
A finales de 2007 se conmemoró el 30.º aniversario de la banda, y se volvió a realizar una breve pero exitosa gira por Australia y Nueva Zelanda, como invitados de INXS. Esto hizo que se pospusiera la creación del nuevo álbum y no pudo coincidir con el trigésimo cumpleaños de la banda.
Jim Kerr reside en Taormina (Sicilia), siendo coopropietario de un hotel llamado Villa Angela. Charlie Burchill tampoco reside en Escocia, sino en Dublín (República de Irlanda), en una zona a las afueras de la capital, siendo vecino de Bono, el cantante de U2.
El 27 de junio de 2008 se celebró en Hyde Park (Londres) un macroconcierto por el 90 cumpleaños de Nelson Mandela. Simple Minds fue uno de los grupos invitados al homenaje. Sonó el himno "Mandela Day", dedicado al gran líder sudafricano, y el clásico "Don't You (Forget About Me)".
Para fin de año se está preparando una gira por el 30.º aniversario de la banda. Se ha anunciado la reunión, después de 27 años, de los miembros originales de Simple Minds (Brian McGee, Derek Forbes, Mick McNeil, Jim Kerr y Charlie Burchill) para grabar un par de canciones que podrían ver la luz al final de este año en los conciertos de celebración del 30.º aniversario de la banda.
Se ha confirmado que en agosto de 2008 se va a grabar el nuevo disco de Simple Minds. Será en Rockfield Studios, en Gales. Real to Real Cacophony y Empires & Dance también fueron grabados allí. Se contará con Jez Coad, que también participó en Black & White 050505, como coproductor y a Bob Clearmountain como mezclador. Los integrantes del grupo serán: los miembros fundadores Jim Kerr (cantante) y Charlie Burchill (guitarrista). Completarán la banda Mel Gaynor (batería), Eddy Duffy(bajista) y Andy Gillespie (teclados). El álbum tiene prevista su salida para principios del 2009. Exactamente la fecha de la publicación es la del 25 de mayo de 2009. Había prevista una gira mundial. Las primeras fechas confirmadas son para el mes de junio por Alemania. Su título es Graffiti Soul y donde volvieron con gran éxito comercial y de crítica, este disco llegó al Top 10 del chart británico en mayo de 2009.
En febrero del año 2012, Simple Minds, a través del sello EMI lanzó una caja recopilatoria llamada 5X5 que incluye sus cinco primeros álbumes realizados entre 1979-1982 y que coincide con el periodo experimental y más prolífico del grupo, que va desde el post punk hasta la new wave alternativa (pasando por sonidos tecno –industriales y la música disco). Este lanzamiento fue ovacionado por los críticos y consolidó a Simple Minds como una de las bandas más influyentes de la música contemporánea. Simple Minds, se embarcó por una pequeña gira para promocionar la caja recopilatoria tocando 5 temas de sus 5 primeros discos (Life in a Day, Real to Real Cacophony, Empires & Dance, Sons and Fascination – Sister Felling Call y New Gold Dream), los conciertos realizados en las principales capitales europeas agotaron sus entradas y fueron muy bien criticados y permitieron además conquistar a un segmento juvenil que no conocía este impresionante catálogo musical.
Bajo este panorama favorable, la banda fue invitada a los principales festivales europeos del verano 2012, destacando su participación en "T in Park" el 7 de julio. A fines del año 2012, se realizó una exitosa y elogiada gira por Australia y Nueva Zelanda junto a Devo. El 12 de noviembre de 2012, se anunció la participación de Simple Minds como el número principal en la celebración de la Fiesta de Año Nuevo (Hogmanay) en Edimburgo, Escocia, considerada una de las más importantes del mundo, dicha presentación fue catalogada como épica tanto por el brillante espectáculo y entrega del público, como por el marco donde se realizó "a los pies del Castillo de Edimburgo".
Durante el año 2013, la carrera de Simple Minds no se detiene, el 25 de marzo se lanzó el recopilado Celebrate que incluye dos temas nuevos llegando al Número 19 de las listas británicas, una buena posición teniendo en consideración la baja publicidad que tuvo. Además, la banda realizó una gira de 28 fechas por el Reino Unido en ciudades pequeñas donde Simple Minds nunca había tocado y que vino a pagar una deuda con los fanes de provincias que siempre le otorgaron una lealtad a toda prueba, la gira partió de Dublín el 25 de marzo y todos los conciertos agotaron localidades y con excelentes críticas.
Simple Minds se encontraba en estudios preparando su nuevo material y para fin de año tenían programadas 10 fechas en grandes arenas de Francia, Bélgica, Holanda y Gran Bretaña terminando en el O2 de Londres, en la gira tendrá como invitados especiales a ULTRAVOX. Simple Minds también anunció que tocará en Porto Alegre, Curitiba y Sao Paulo en Brasil los primeros días de octubre de 2013 y también a fines de ese mes en Canadá, Estados Unidos y Sudáfrica.
Simple Minds actualmente está pasando una gran momento: buenas ventas, buenas críticas, gran asistencia a sus conciertos y una banda de músicos consolidada. El grupo está disfrutando este periodo sin tener la presión comercial y de marketing de una megabanda (estatus que antes tuvieron), así es como Simple Minds puede salir a una pizzería junto a DEVO en Australia o Jim Kerr encontrarse con Midge Ure de Ultravox en el baño de un restaurante y decidir salir de gira juntos este fin de año. En contraposición a esa actitud de bajo perfil, Simple Minds fue una de las bandas que más dinero ganó por sus conciertos el año 2012.
A fines del 2013 la banda realiza una exitosa gira por Brasil, Estados Unidos, Canadá y Sudáfrica, la cual agotó sus entradas en todos los escenarios y los críticos especializados solo llenaron de elogios a la banda por su calidad, carisma y buena forma. Es importante mencionar los grandes comentarios de los críticos norteamericanos por Simple Minds con lo cual se comienza una nueva relación de la banda con Estados Unidos el cual estaba abandonado por más de una década, prometiendo un pronto retorno a Estados Unidos y a varios países de América del Sur. El 7 de noviembre, Simple Minds se presentó en el KOKO de Londres como parte de la celebración de los 40 años de Virgin Records. El 20 de noviembre de 2013 partió en Ámsterdam una gira por 9 grandes plazas europeas (Ámsterdam, Amberes, Bruselas, París, Glasgow, Mánchester, Birmingham y Londres) agotando todas las localidades y siendo vista por más de 100 000 espectadores. 
En mayo de 2014 Simple Minds lanzó su DVD y Blue Ray del concierto efectuado en el Hydro de Glasgow el 27 de noviembre de 2013, siendo la segunda película desde Verona en 1989 y que fue dirigida por Matt Askem, quien filmó la apertura y cierre de los Juegos Olímpicos de Londres. Este excelente documento fílmico muestra a Simple Minds en todo su esplendor y con una calidad insuperable.

### Big Music: Simple Minds por el camino correcto
El 3 de noviembre de 2014 se publicó su decimosexto disco Big Music producido por Steve Osborne, Andy Wright y Steve Hillage. El álbum se posicionó de manera destacada en los charts británicos llegando al número 12 y en los primeros lugares de varios países europeos. Los críticos cayeron nuevamente a los pies de Simple Minds obteniendo las mejores críticas en 25 años, destacando su sonido épico e innovador sin perder su esencia y de una frescura impresionante que muchas bandas de su generación ya envidian, este trabajo se transformó en los mejores lanzamientos del año 2014 en el Reino Unido.
Unas semanas antes del lanzamiento de Big Music, Simple Minds recibió de manos de los Manic Street Preachers el Premio Q Inspiración por su influencia en la música británica y en agosto la revista NME los incluyó dentro de los 100 músicos más influyentes de todos los tiempos.
También se anunció una gran gira mundial para el 2015, que partió el 7 de febrero de Lisboa, Portugal, y que debiera traerlos a Hispanoamérica el último trimestre del 2015.
El 16 de marzo de 2015 se lanzó la caja para coleccionistas del disco de 1984 "Sparkle in the Rain", la cual contiene versiones remasterizadas, versiones en vivo inéditas y videos. Dicha caja ya ha recibido buenas críticas y es considerada el punto de inflexión entre la banda alternativa y la banda de estadios en la que se convertirían al año siguiente (1985).
Simple Minds culminó el 4 de mayo de 2015 la primera parte de la gira Europea de "Big Music", realizando una verdadera maratón de 65 conciertos en 3 meses y con un lleno total en todos ellos. El mes de noviembre de 2015 realiza una gira por grandes arenas europeas que recorrió Bruselas, Amberes, Hamburgo, Berlín, París, Milán, Ámsterdam, Leeds, Londres, Glasgow y Dublín con un lleno total en todos los conciertos siendo vistos por más de 110 000 espectadores.

### Simple Minds en los Billboard Music Awards 2015.(BBMA)
El 17 de mayo Simple Minds apareció en los Billboard Music Awards donde se rindió un homenaje a The Breakfast Club y a ellos mismos por haber alcanzado esa misma semana hace 30 años el número 1 del Billboard con la icónica "Don't You (Forget About Me)". En la premiación fueron presentados por Molly Ringwald protagonista de The Breakfast Club. Simple Minds a pesar del tiempo reducido del espectáculo realizó una presentación memorable como dijeron los medios norteamericanos, conquistaron al público y generaron un estado euforia pocas veces visto en este tipo de espectáculo, sobre todo por una banda que estuvo ausente por más de 20 años de la TV americana y con un público mayoritariamente adolescente. Impresionó ver a todos los artistas jóvenes cantando y bailando, mención especial merece la ganadora de la noche Taylor Swift que ovacionó a la banda de comienzo a fin de la presentación siempre al lado de Molly Ringwald.
Después de esa magnífica presentación cuesta entender las causas del distanciamiento de Simple Minds por tantos años de los Estados Unidos, teniendo en consideración que aún siguen siendo recordados y prueba de eso fueron los BBMA, quizás mal manejo de marketing a fines de los 80 y comienzos de los 90 o el prejuicio de muchos artistas británicos por hacer carrera en Estados Unidos, pero sin duda si lo hubieran hecho habrían sido tan grandes como U2 en América.
Según Jim Kerr, pronto se anunciarán presentaciones en Norteamérica y esperamos que se agenden fechas para Latinoamérica a pesar del pésimo trabajo de Universal Music en la promoción de su último disco en Iberoamérica.
En México nunca se ha presentado esta banda, pese a tener muchos fanes y a que su disco "Big Music" era posible encontrarlo en las grandes tiendas del país como Mix-Up.

### Simple Minds en el 2016 y lo que viene el 2017 (celebración 40 años)
Simple Minds anunció, luego del concierto de enero a estadio lleno en Dubái, que no efectuaron más conciertos durante 2016 y que se prepararon unos acústicos para el 2017 cuando se celebró los 40 años de la formación de la banda y que según Jim Kerr iba a haber mucho escándalo, con giras y nuevo disco.
Moby, en mayo habló en su página de la gran admiración que siente por la banda y que según él "Sons and Fascination" de 1981 es unos de los mejores álbumes que se ha hecho.
También en mayo Simple Minds recibió otra gran noticia, ya que fueron los ganadores del prestigioso Premio Ivor Novello por su discografía excepcional, el premio fue recogido por Jim Kerr, Charlie Burchill y lo más sorprendente fue la participación de Mick MacNeil, que luego de 27 años reaparece junto a la banda. En la entrega de los premios, Damon Albarn declaró que Simple Minds fue una gran influencia para él y sobre todo para el último trabajo de Gorillaz.

## Miembros

### Oficiales

#### Actuales
- Jim Kerr - voz y líder
- Charlie Burchill - guitarra eléctrica
- Gordy Goudie- guitarra rítmica
- Ged Grimes - bajo, coros
- Catherine AD - teclados
- Cherisse Osei - batería

#### Anteriores
- Michael MacNeil - teclados, piano y acordeón (fundador,1978-1990)
- Derek Forbes - bajo (fundador,1978-1985;1997-1999)
- Brian McGee - batería y voz de fondo (fundador, 1978-1982)
- John Giblin - bajo (1985-1989)
- Eddy Duffy -bajo, coros (1999-2011)
- Kenny Hyslop - batería
- Tony Donald - bajo
- Mike Ogletree - batería
- Mel Gaynor - batería(1982–1991; 1997–1998; 2002–2016)

### No Oficiales

#### Actuales
- Sarah Brown - coros
- Catherine AD - coros, teclados y guitarra adicional (músico invitado gira 2015)

#### Anteriores
- Robin Clark - coros (1985-1987)
- Malcolm Foster - bajo (1989-1996)
- Lisa Germano - violín
- Sue Hadjopoulos – percusión

## Discografía
| Álbum Simple Minds              | Fecha de lanzamiento     | Sello discográfico     | Posición Listas Reino Unido |
| ------------------------------- | ------------------------ | ---------------------- | --------------------------- |
| Life in a Day                   | 10 de marzo de 1979      | Arista                 | 30                          |
| Real to Real Cacophony          | 1 de noviembre de 1979   | Arista                 | -                           |
| Empires & Dance                 | 1 de septiembre de 1980  | Arista                 | 41                          |
| Sons & Fascination              | 1 de septiembre de 1981  | Virgin Records         | 11                          |
| New Gold Dream (81, 82, 83, 84) | 1 de septiembre de 1982  | Virgin Records         | 3                           |
| Sparkle in the Rain             | 6 de febrero de 1984     | Virgin Records         | 1                           |
| Once Upon a Time                | 21 de octubre de 1985    | Virgin Records         | 1                           |
| Live in the City of Light       | 11 de mayo de 1987       | Virgin Records         | 1                           |
| Ballad of the Streets           | 18 de enero de 1989      | Virgin Records         | 1                           |
| Street Fighting Years           | 8 de mayo de 1989        | Virgin Records         | 1                           |
| Real Life                       | 8 de abril de 1991       | Virgin Records         | 2                           |
| Glittering Prize 1981-1992      | 8 de octubre de 1992     | Virgin Records         | 1                           |
| Good News from the Next World   | 30 de enero de 1995      | Virgin Records         | 2                           |
| Neapolis                        | 16 de marzo de 1998      | Chrysalis              | 18                          |
| Neon Lights                     | 8 de octubre de 2001     | Eagle Records          | 141                         |
| The Best of Simple Minds        | 5 de noviembre de 2001   | Virgin Records         | 34                          |
| Cry                             | 1 de abril de 2002       | Eagle Records          | 80                          |
| Black & White 050505            | 12 de septiembre de 2005 | Sanctuary Records      | 37                          |
| Graffiti Soul                   | 25 de mayo de 2009       | Sanctuary Records      | 10                          |
| 5X5                             | 13 de febrero de 2012    | Virgin Records         | 28                          |
| Celebrate:The Greatest Hits     | 25 de marzo de 2013      | Virgin Records         | 19                          |
| Big Music                       | 3 de noviembre de 2014   | Embassy of Music       | 12                          |
| Acoustic                        | 11 de noviembre de 2016  | Caroline International | 16                          |
| Walk Between Worlds             | 2 de febrero de 2018     | BMG                    | 4                           |
| Direction of the Heart          | 21 de octubre de 2022    | BMG                    | 4                           |

### Otros lanzamientos no oficiales
- Celebration - 1 de febrero de 1982
- Sparkle Through the Years - 30 de enero de 1984
- Alive and Kicking (84, 85, 86) - 6 de octubre de 1986
- The Promised - 29 de septiembre de 1997
- Real Live 91 - 1 de mayo de 1988
- Our Secrets are the Same - 30 de junio de 2003
- Live & Rare - 5 de diciembre de 2003
- Live in Australia - 2019

### Recopilatorios
- Themes for Great Cities - Definitive Collection 79-81 - 1 de noviembre de 1981
- Glittering Prize 81/92 - 5 de octubre de 1992
- 81-95 - 16 de enero de 1995
- The Early Years 1977-78 - 25 de marzo de 1998
- The Best of Simple Minds - 5 de noviembre de 2001
- The best of Simple Minds [Proms Edition] - 1 de octubre de 2002
- Early Gold - 30 de junio de 2003
- Silver Box - 18 de octubre de 2004
- 5X5 box - 13 de febrero de 2012

### DVD Y Videos
- Verona - mayo de 1990
- Glittering Prize 81-92 - octubre de 1992
- SEEN THE LIGHTS: A VISUAL HISTORY - 3 de noviembre de 2003
- Celebrate - Live From The SSE Hydro Glasgow - julio de 2014 (formato DVD y Blu-Ray)

## Sencillos
| Año  | Título                                | Posición en listas | Posición en listas | Posición en listas | Posición en listas | Álbum                                                  |
| Año  | Título                                | EE. UU.            | EE. UU. MSR        | UK                 | Canadá             | Álbum                                                  |
| 1979 | "Life in a Day"                       | -                  | -                  | 62                 | -                  | Life in a Day                                          |
| 1979 | "Chelsea Girl"                        | -                  | -                  | -                  | -                  | Life in a Day                                          |
| 1980 | "Changeling"                          | -                  | -                  | -                  | -                  | Real to Real Cacophony                                 |
| 1980 | "I Travel"                            | -                  | -                  | -                  | -                  | Empires and Dance                                      |
| 1981 | "Celebrate"                           | -                  | -                  | -                  | -                  | Empires and Dance                                      |
| 1981 | "The American"                        | -                  | -                  | 59                 | -                  | Sister Feelings Call                                   |
| 1981 | "Love Song"                           | -                  | -                  | 47                 | 38                 | Sons and Fascination                                   |
| 1981 | "Sweat in Bullet"                     | -                  | -                  | 52                 | -                  | Sons and Fascination                                   |
| 1982 | "I Travel" (Reissue)                  | -                  | -                  | -                  | -                  | Celebration                                            |
| 1982 | "Promised You a Miracle"              | -                  | -                  | 13                 | -                  | New Gold Dream (81,82,83,84)                           |
| 1982 | "Glittering Prize"                    | -                  | -                  | 16                 | -                  | New Gold Dream (81,82,83,84)                           |
| 1982 | "Someone, Somewhere in Summertime"    | -                  | -                  | 36                 | -                  | New Gold Dream (81,82,83,84)                           |
| 1983 | "I Travel" (2nd Reissue)              | -                  | -                  | -                  | -                  | Non-Album Single                                       |
| 1983 | "Waterfront"                          | -                  | -                  | 13                 | -                  | Sparkle in the Rain                                    |
| 1984 | "Speed Your Love to Me"               | -                  | -                  | 20                 | -                  | Sparkle in the Rain                                    |
| 1984 | "Up on the Catwalk"                   | -                  | -                  | 27                 | -                  | Sparkle in the Rain                                    |
| 1985 | "Don't You (Forget About Me)"         | 1                  | -                  | 7                  | 1                  | The Breakfast Club: Original Motion Picture Soundtrack |
| 1985 | "Alive and Kicking"                   | 3                  | -                  | 7                  | 3                  | Once Upon a Time                                       |
| 1986 | "Sanctify Yourself"                   | 14                 | -                  | 10                 | 17                 | Once Upon a Time                                       |
| 1986 | "All the Things She Said"             | 28                 | -                  | 9                  | 65                 | Once Upon a Time                                       |
| 1986 | "Ghost Dancing"                       | -                  | -                  | 13                 | -                  | Once Upon a Time                                       |
| 1987 | "Promised You a Miracle"              | -                  | -                  | 19                 | -                  | Live in the City of Light                              |
| 1989 | "Belfast Child"                       | -                  | -                  | 1                  | -                  | Street Fighting Years                                  |
| 1989 | "Mandela Day"                         | -                  | 17                 | -                  | -                  | Street Fighting Years                                  |
| 1989 | "This Is Your Land"                   | -                  | 12                 | 13                 | 40                 | Street Fighting Years                                  |
| 1989 | "Take A Step Back"                    | -                  | 14                 | -                  | -                  | Street Fighting Years                                  |
| 1989 | "Kick It In"                          | -                  | -                  | 15                 | -                  | Street Fighting Years                                  |
| 1989 | "Let It All Come Down"                | -                  | -                  | 18                 | -                  | Street Fighting Years                                  |
| 1991 | "Let There Be Love"                   | -                  | -                  | 6                  | -                  | Real Life                                              |
| 1991 | "See The Lights"                      | 40                 | 1                  | 20                 | 10                 | Real Life                                              |
| 1991 | "Stand By Love"                       | -                  | 4                  | 13                 | -                  | Real Life                                              |
| 1991 | "Real Life"                           | -                  | -                  | 34                 | -                  | Real Life                                              |
| 1992 | "Love Song/Alive & Kicking"           | -                  | -                  | 6                  | -                  | Glittering Prize 81/92                                 |
| 1995 | "She's a River"                       | 54                 | -                  | 9                  | 3                  | Good News from the Next World                          |
| 1995 | "Hypnotised"                          | -                  | -                  | 18                 | 34                 | Good News from the Next World                          |
| 1998 | "Glitterball"                         | -                  | -                  | 18                 | -                  | Neapolis                                               |
| 1998 | "War Babies"                          | -                  | -                  | 43                 | -                  | Neapolis                                               |
| 2001 | "Dancing Barefoot"                    | -                  | -                  | -                  | -                  | Neon Lights                                            |
| 2001 | "Homosapien"                          | -                  | -                  | 134                | -                  | Neon Lights                                            |
| 2002 | "Cry"                                 | -                  | -                  | 47                 | -                  | Cry                                                    |
| 2002 | "Spaceface"                           | -                  | -                  | -                  | -                  | Cry                                                    |
| 2002 | "New Sunshine Morning"                | -                  | -                  | -                  | -                  | Cry                                                    |
| 2002 | "Cry" (Remix)                         | -                  | -                  | -                  | -                  | Cry                                                    |
| 2002 | "One Step Closer"                     | -                  | -                  | -                  | -                  | Cry                                                    |
| 2003 | "Don't You Forget About Me" (Remixes) | -                  | -                  | -                  | -                  | Live & Rare                                            |
| 2005 | "Too Much Television"                 | -                  | -                  | -                  | -                  | iTunes Download                                        |
| 2005 | "Home"                                | -                  | -                  | 41                 | -                  | Black & White 050505                                   |
| 2006 | "Stranger (London Mix)"               | -                  | -                  | -                  | -                  | Black & White 050505                                   |
| 2006 | "Different World (TAORMINA. ME)"      | -                  | -                  | -                  | -                  | Black & White 050505                                   |
| 2006 | "The Jeweller (Part 2)"               | -                  | -                  | -                  | -                  | Black & White 050505                                   |

### Giras de Simple Minds por Iberoamérica
Simple Minds a lo largo de su vasta trayectoria ha viajado en pocas oportunidades a realizar conciertos en Iberoamérica, solo visitando Brasil, Argentina y Chile.
| Fecha Concierto          | Recinto                           | Ciudad-País             |
| ------------------------ | --------------------------------- | ----------------------- |
| 7 de enero de 1988       | Sambódromo Marques de Sapucai     | Río de Janeiro, Brasil  |
| 14 de enero de 1988      | Estadio Morumbi                   | Sao Paulo, Brasil       |
| 16 de septiembre de 1995 | Estadio Obras Sanitarias          | Buenos Aires, Argentina |
| 17 de septiembre de 1995 | Estadio Obras Sanitarias          | Buenos Aires, Argentina |
| 19 de septiembre de 1995 | Estadio Chile                     | Santiago, Chile         |
| 21 de septiembre de 1995 | Olympia de Sao Paulo              | Sao Paulo, Brasil       |
| 2 de diciembre de 2005   | Personal Fest (Puerto Madero)     | Buenos Aires, Argentina |
| 17 de agosto de 2010     | Via Funchal Arena                 | Sao Paulo, Brasil       |
| 19 de agosto de 2010     | Vivo Rio Arena                    | Río de Janeiro, Brasil  |
| 21 de agosto de 2010     | Gimnasio Nilson Nelson            | Brasilia, Brasil        |
| 22 de agosto de 2010     | Teatro Bourbon Country            | Porto Alegre, Brasil    |
| 5 de octubre de 2013     | Auditorio Oi Araujo Vianna        | Porto Alegre, Brasil    |
| 8 de octubre de 2013     | Espaço Das Americas               | Sao Paulo, Brasil       |
| 12 de octubre de 2013    | Bioparque Cicuito Banco Do Brasil | Curitiba, Brasil        |